# フラグメンテーション (経済学)
フラグメンテーションとは、経済学では、従来垂直的に統合された生産工程が細分化され、その一部が生産工場外とくに外国で行なわれるようになったことをいう。グローバリゼーションの進行とともに注目されるようになった。フラグメンテーションは、国内への委託でも国外への委託でもありえる。また委託先は、企業内でも企業外でもありえる。国を越えて企業内で生産委託するには企業が多国籍化していることが前提となる。
類義語に、アウトソーシング、オフショアリング、グローバル・ソーシング、世界最適調達などがある。これらは、主として企業側からみた用語である。オフショアリングがソフト開発関係でよく用いられる、世界最適調達が日本でよく用いられるなど、同一現象に対して分野・国により異なる用語が使われる傾向がある。

## 経済的背景
1990年以降、フラグメンテーションがとくに進んだ背景には、それを可能にし(あるいは必然とした)経済的背景がある。クイテンスらは、フラグメンテーション、よりひろくはグローバル・ソーシングがこの時期進んだ背景を考えるには、駆動要因(drivers)・補助要因(facilitators)・阻害要因点(barriers)を区別して分析すべきだとしている。関連する123論文からクイテンスらが抽出した諸要因の主なものは、以下のとおり。

### 駆動因
- 有利な購買原価
- 製品の品質
- 組織的柔軟さの確保
- 供給元の多様化・分散
- 為替リスクの軽減

### 補助要因
- 製品タイプの違い
- 意思疎通能力
- 長期継続関係
- 輸送・通信費用の低廉化

### 阻害因
- 国ごとの規格の違い
- 納期の遅れ
- ジャスト・イン・タイム(JIT)の困難
- 優れた供給元が少ない
- 原産国のイメージ
- 文化の違い

このようにフラグメンテーションの進展には、多くの要因が複雑に絡んでいる。ただし、上の分類は固定的なものではない。「輸送・通信費用の低廉化」は、クイテンスらが補助要因としているが、むしろ強い駆動因となっている可能性がある。また、1990年以降の中国やインドに見られるように、当該政府の経済政策の変化(改革開放、経済自由化)などは強い効果をもたらす補助要因である。

## 東アジアの国際分業体制
東アジアの経済発展のひとつの特徴として欧米日企業の生産過程のフラグメンテーションがある。しかし、東アジアの国際分業体制は、フラグメンテーション(生産過程の分断、スライシング)の進行という枠組みでは捉えきれないものがある。日本以外の東アジア諸国に技術的にも世界水準をゆく企業が現れ、賃金率の低さをも武器にして、日本やアメリカ企業と対等に競争するようになってきているからである。
東アジア各国の技術水準とキャッチアップ過程については、雁行形態型発展(正確には雁行形態の第三形)が指摘されてきたが、中国の急進によりその形が崩れつつあるという指摘もある。中国での委託生産がフラグメンテーションの意味をもったものが多いとしても、中国企業そのものが世界分業体制の一端を担い始めていることも見逃すことはできない。とくに鉄鋼や造船など、かつて日本が競争優位を誇った産業が、現在では韓国や中国が競争優位に立っている現状がある。

## 貿易理論への課題
木村福成は、2003年の論分において、国際貿易理論の3つの新しい潮流のひとつとしてフラグメンテーションを上げている。フラグメンテーションは、国際分業体制の新しい現象として1990年代以降、盛んに研究されている。企業内の垂直的生産過程が分割され、国を越えた生産分担と物流が行なわれるようになった。これらの現象がとくに注目されるのは、それが中間財・投入財の貿易でもあるためである。従来の貿易論では完成財の貿易のみが考慮されてきたためである。
フラグメンテーションなどの研究のためには、中間財貿易、投入財貿易の一般理論の構築が必要である。貿易理論の枠組みに中間財貿易を取り入れる必要は、すでに1954年マッケンジーが指摘している。この課題は、国際価値論として塩沢由典により解決された。
中国など委託受入国側からみると、生産委託は加工貿易の一種でもある。フラグメンテーションは、情報通信費用と輸送費用の低廉化により、加工貿易がより広範・大規模に進展しただけともいえる。加工貿易とフラグメンテーションとは、どこに本質的な差異があるかも問われている。